# إغناثيو أفيلا
إغناثيو أفيلا (بالإسبانية: Ignacio Ávila Rodríguez)‏ هو منافس ألعاب قوى إسباني، ولد في 19 يناير 1979 في مانريسا في إسبانيا.

## روابط خارجية
- إغناثيو أفيلا على موقع Paralympic.org (الإنجليزية)
- إغناثيو أفيلا على موقع اللجنة البارالمبية الإسبانية (الإسبانية)